# フェラーリ・512TR
512TR(Ferrari 512 TR)は、イタリアの自動車メーカーフェラーリが製造していたスーパーカーである。

## 概要
フェラーリ・テスタロッサを1992年モデル用に再設計し、ロサンゼルスオートショーで新型車512TRとして発表された後継モデル。「512」の「5」とは排気量5.0Lを指し「12」はV型12気筒エンジンを搭載することを意味し「TR」とはテスタロッサの略である。
リトラクタブルヘッドライトとルーバー越しの角型テールライトなど大半のディティールはテスタロッサを踏襲するが、フロントグリルとウインカーの間には1989年発表の348のようにボディ色の桟が入れられ、ホイール径はテスタロッサの16インチから18インチに変更され、エンジン出力は428PSとなった。また分割式のフレームを一体式に改め、エンジン重心を下げ、操縦安定性に関する改良も行われており、長きに渡り造られたテスタロッサの水準を引き上げる努力も随所にみられる。フロント41％、リア59％に重量配分が改善され、計2,261台が生産された。

## ホイール
ホイール径18インチ。フロントは8J、タイヤは235 / 40ZR 18、リアは10.5J、タイヤは295/35 ZR18。フロントブレーキの直径は315mmで、リアブレーキの直径は310 mm。
|  |